# El Paujil (ort)
El Paujil är en ort i Colombia.   Den ligger i departementet Caquetá, i den centrala delen av landet, 400 km söder om huvudstaden Bogotá. El Paujil ligger 343 meter över havet och antalet invånare är 7 618.
Terrängen runt El Paujil är varierad. Runt El Paujil är det glesbefolkat, med 16 invånare per kvadratkilometer. Närmaste större samhälle är El Doncello, 13,0 km norr om El Paujil. Omgivningarna runt El Paujil är huvudsakligen savann.